# Stazione di Ospitaletto-Travagliato
La stazione di Ospitaletto-Travagliato è una stazione ferroviaria situata nel tratto comune delle linee Milano-Venezia e Lecco-Brescia, a servizio dei comuni di Ospitaletto e di Travagliato.
È gestita da Rete Ferroviaria Italiana (RFI).

## Storia
La stazione fu aperta al servizio pubblico il 22 aprile 1854, assieme al tronco ferroviario della Milano-Venezia che collegava Coccaglio a Verona. Inizialmente fu battezzata Ospedaletto o Ospitaletto. In seguito assunse la denominazione di Ospitaletto Bresciano che mantenne fino al 23 maggio 1954.

## Strutture ed impianti

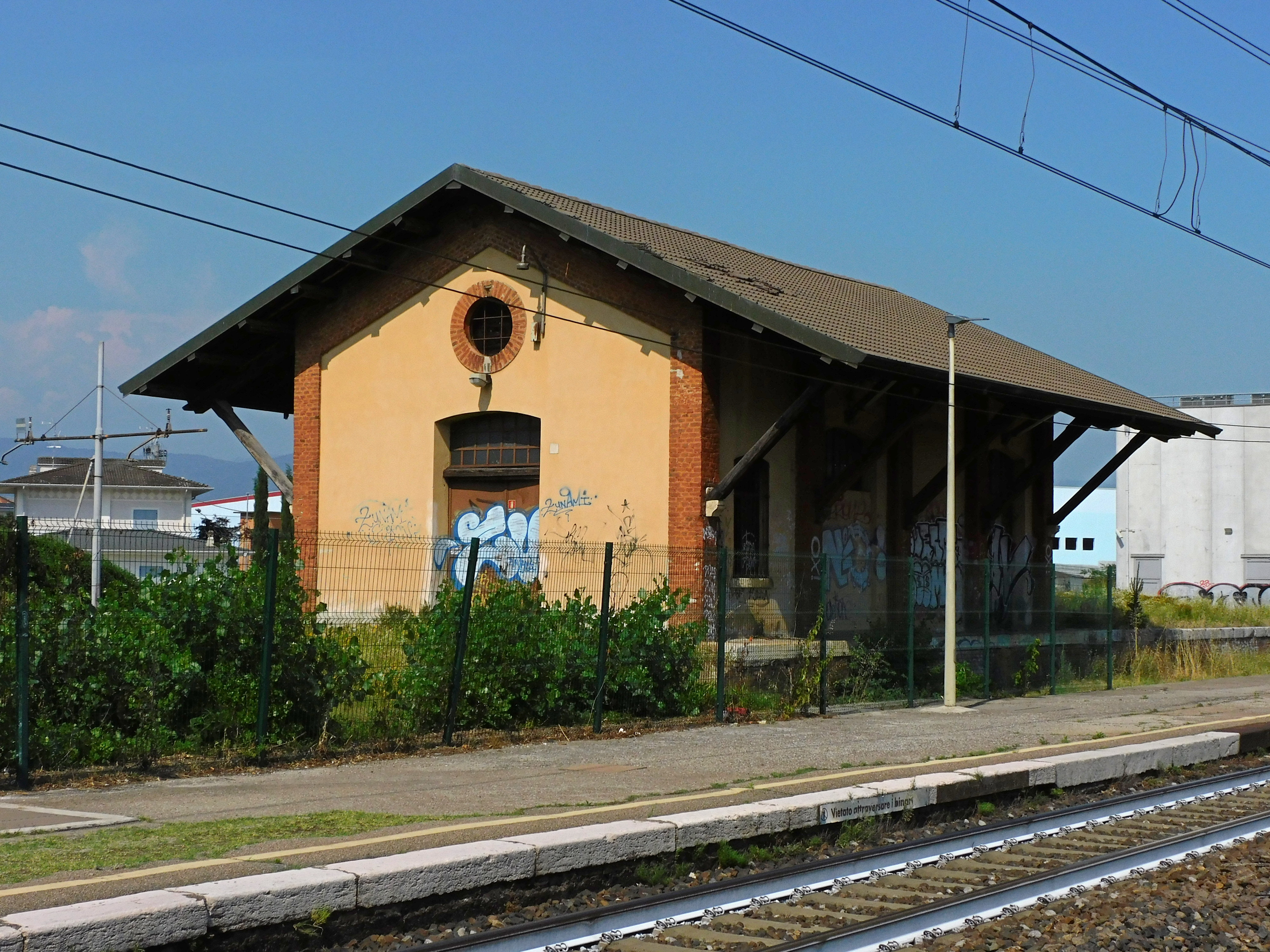
Il magazzino merci della stazione

La stazione è dotata di un fabbricato viaggiatori a due livelli fuori terra. Al corpo principale si affianca, in direzione Brescia, un'ala ad un unico livello.
Il piazzale è composto dai due binari di corsa della linea ferroviaria Milano-Venezia che sono serviti da apposita banchina e collegati mediante un sottopassaggio che unisce anche via Stazione a via Martiri della Libertà della frazione di Lovernato.
Lato Milano, l'impianto è raccordato a sud alla dismessa acciaieria Stefana e a nord allo scalo intermodale Bertani un tempo capolinea di diverse relazioni merci.
Lato Brescia è presente un altro scalo merci, in disuso, composto da un merci e da un piano caricatore, servito da un binario tronco. I binari tronchi dei diversi scali merci hanno una lunghezza da 510 a 560 m.

## Movimento
La stazione è servita dai treni regionali Trenord delle relazioni Bergamo-Brescia e Milano Greco Pirelli-Brescia, cadenzati a frequenza oraria.

## Servizi
- Biglietteria automatica
- Sala d'attesa